# Глубчицький повіт
Глубчицький повіт (пол. powiat głubczycki) — один з 11 земських повітів Опольського воєводства Польщі. Утворений 1 січня 1999 року в результаті адміністративної реформи.

## Географія
Річки: Страдуня.

## Загальні дані
Повіт знаходиться у південній та центральній частині воєводства. Адміністративний центр — місто Глубчиці. Станом на 1.01.2008 населення становить 49 818 осіб, площа 672,63 км².

## Демографія
Демографічні дані повіту станом на 30.06.2005:
|       | Всього | Всього | Жінки  | Жінки | Чоловіки | Чоловіки |
| ----- | ------ | ------ | ------ | ----- | -------- | -------- |
|       | осіб   | %      | осіб   | %     | осіб     | %        |
| Повіт | 50 722 | 100    | 25 843 | 51    | 24 879   | 49       |
| Міста | 23 147 | 100    | 12 030 | 52    | 11 117   | 48       |
| Села  | 27 575 | 100    | 13 813 | 50,1  | 13 762   | 49,9     |